# Torneo Apertura 2017 (Colombia)
El Torneo Apertura 2017 fue la octogésima quinta (85a.) edición de la Categoría Primera A del fútbol profesional colombiano, siendo el primer torneo de la temporada 2017. El campeón de este torneo clasificó a la Copa Libertadores 2018 y a la Superliga 2018. Según el nuevo sistema de juego, el torneo se disputa en dos etapas: la fase regular de fechas todos contra todos, más un partido de clásicos (20 fechas) y la fase final de eliminación directa.
Atlético Nacional consiguió su decimosexto título en la máxima categoría del fútbol colombiano, luego de vencer en la final al Deportivo Cali por un marcador global de 5-3. Tras perder en el encuentro de ida por 2-0 en el estadio Palmaseca, el cuadro verdolaga logró ganar en el partido de vuelta por un marcador de 5-1 en el Estadio Atanasio Girardot, ratificándose como el club más ganador del fútbol colombiano.

## Sistema de juego
|                                      |                                      | Sistema de juego |
| ------------------------------------ | ------------------------------------ | --- |
| Fase todos contra todos (20 equipos) | Fase todos contra todos (20 equipos) | - Sistema de liga donde se juegan los partidos de ida (los partidos de vuelta se juegan en el Torneo Finalización) y una fecha de clásicos.                                               |
| Fase final (8 equipos)               | Fase final (8 equipos)               | - Los 8 mejores equipos posicionados en la fase todos contra todos juegan rondas de eliminación directa, las llaves son escogidas mediante sorteo.                                        |
| Gran final (2 equipos)               | Gran final (2 equipos)               | - Los 2 equipos vencedores de la fase anterior juegan una "gran final" en partidos de ida y vuelta por el título del campeonato de la máxima categoría del fútbol profesional colombiano. |

Nota: Existe una tabla de reclasificación en donde se lleva a cabo la sumatoria de puntos de los clubes en todos los partidos de los dos torneos de primera división: el Apertura y el Finalización (incluyendo fases finales).

En el Torneo Apertura, se jugará en cuatro fases para definir al campeón del certamen. En la fase inicial jugarán los equipos 20 jornadas todos contra todos (19 fechas y una fecha de clásicos). Los ocho primeros clasificados avanzarán a la siguiente instancia; estos jugarán los cuartos de final, donde los ocho equipos clasificados se dividirán en dos grupos para el sorteo los cuatro equipos clasificados de primeros se sortearan cada uno con los cuatro restantes, y se jugarán partidos de ida y vuelta en cada llave. Al terminar la fase, los cuatro vencedores jugarán una serie de semifinales igualmente de ida y vuelta, donde jugará de local el partido de vuelta el mejor ubicado en la reclasificación del Torneo Apertura.
Finalmente se jugará la final del torneo (en partido de ida y vuelta); el equipo que quede ganador del torneo, clasificará a la «Superliga» y a la «Copa Libertadores».

## Equipos participantes

### Relevo anual de clubes
| Ascendidos a la Primera A                      |
| ---------------------------------------------- |
| América de Cali (Campeón de la Primera B 2016) |
| Tigres F. C. (Subcampeón de la Primera B 2016) |

| Descendidos a la Primera B                                     |
| -------------------------------------------------------------- |
| Fortaleza CEIF (Peor promedio acumulado en la Primera A )      |
| Boyacá Chicó (Segundo peor promedio acumulado en la Primera A) |

### Datos de los clubes
| Equipo                 | Entrenador         | Ciudad/Municipio | Estadio                        | Aforo  | Marca         | Patrocinador Principal      |
| ---------------------- | ------------------ | ---------------- | ------------------------------ | ------ | ------------- | --------------------------- |
| Alianza Petrolera      | Jorge Luis Bernal  | Barrancabermeja  | Daniel Villa Zapata            | 10.400 | FSS           | Alcaldía de Barrancabermeja |
| América de Cali        | Hernán Torres      | Cali             | Olímpico Pascual Guerrero      | 42.200 | Adidas        | Pepsi                       |
| Atlético Bucaramanga   | Fernando Castro    | Bucaramanga      | Alfonso López                  | 30.000 | Deporte Total | Freska Leche                |
| Atlético Huila         | Jorge Bermúdez     | Neiva            | Guillermo Plazas Alcid         | 28.000 | Sheffy        | ElectroHuila                |
| Atlético Nacional      | Reinaldo Rueda     | Medellín         | Atanasio Girardot              | 48.700 | Nike          | Postobón                    |
| Cortuluá               | Jaime de La Pava   | Tuluá            | Olímpico Pascual Guerrero      | 42.200 | Keuka         | 50 años                     |
| Deportes Tolima        | Oscar Quintabani   | Ibagué           | Manuel Murillo Toro            | 35.000 | Sheffy        | Glacial                     |
| Deportivo Cali         | Héctor Cárdenas    | Cali             | Deportivo Cali                 | 55.500 | Umbro         | Siesa                       |
| Deportivo Pasto        | Flabio Torres      | Pasto            | Departamental Libertad         | 27.000 | Saeta         | Aguardiente Nariño          |
| Envigado F. C.         | Ismael Rescalvo    | Envigado         | Polideportivo Sur              | 14.000 | Kaxon         | Alcaldía de Envigado        |
| Independiente Medellín | Luis Zubeldía      | Medellín         | Atanasio Girardot              | 48.700 | Puma          | Pepsi                       |
| Jaguares               | Hubert Bodhert     | Montería         | Jaraguay                       | 12.000 | Kaxon         | Alcaldía de Montería        |
| Junior                 | Julio Comesaña     | Barranquilla     | Metropolitano Roberto Meléndez | 50.000 | New Balance   | Cerveza Águila              |
| La Equidad             | Arturo Boyacá      | Bogotá           | Metropolitano de Techo         | 10.000 | Puma          | La Equidad Seguros          |
| Millonarios            | Miguel Ángel Russo | Bogotá           | Nemesio Camacho El Campín      | 40.000 | Adidas        | Pepsi                       |
| Once Caldas            | Herney Duque       | Manizales        | Palogrande                     | 43.680 | Umbro         | DAF                         |
| Patriotas              | Diego Corredor     | Tunja            | La Independencia               | 30.000 | Kimo          | Aguardiente Líder           |
| Rionegro Águilas       | Óscar Pérez        | Rionegro         | Alberto Grisales               | 14.000 | Sheffy        | Alcaldía de Rionegro        |
| Santa Fe               | Gustavo Costas     | Bogotá           | Nemesio Camacho El Campín      | 40.000 | Umbro         | Huawei                      |
| Tigres F. C.           | John Jairo Bodmer  | Bogotá           | Metropolitano de Techo         | 10.000 | Effort        | Effort                      |

#### Cambio de entrenadores
| Equipo                 | Entrenador saliente | Fecha de salida         | Reemplazado por    | Fecha de llegada        |
| ---------------------- | ------------------- | ----------------------- | ------------------ | ----------------------- |
| Junior                 | Giovanni Hernández  | 21 de noviembre de 2016 | Alberto Gamero     | 22 de diciembre de 2016 |
| Patriotas              | Harold Rivera       | 5 de diciembre de 2016  | Diego Corredor     | 9 de diciembre de 2016  |
| Independiente Medellín | Leonel Álvarez      | 7 de diciembre de 2016  | Luis Zubeldía      | 14 de diciembre de 2016 |
| Atlético Huila         | Virgilio Puerto     | 12 de diciembre de 2016 | Jorge Vivaldo      | 12 de diciembre de 2016 |
| Deportivo Pasto        | José Fernando Santa | 15 de diciembre de 2016 | Flabio Torres      | 18 de diciembre de 2016 |
| Atlético Bucaramanga   | Flabio Torres       | 16 de diciembre de 2016 | Harold Rivera      | 17 de diciembre de 2016 |
| Deportes Tolima        | Alberto Gamero      | 18 de diciembre de 2016 | Gregorio Pérez     | 23 de diciembre de 2016 |
| Millonarios            | Diego Cocca         | 21 de diciembre de 2016 | Miguel Ángel Russo | 22 de diciembre de 2016 |
| Deportes Tolima        | Gregorio Pérez      | 8 de febrero de 2017    | Oscar Quintabani   | 10 de febrero de 2017   |
| Atlético Bucaramanga   | Harold Rivera       | 5 de marzo de 2017      | Fernando Castro    | 9 de marzo de 2017      |
| Deportivo Cali         | Mario Yepes         | 9 de marzo de 2017      | Héctor Cárdenas    | 13 de marzo de 2017     |
| Junior                 | Alberto Gamero      | 26 de marzo de 2017     | Julio Comesaña     | 28 de marzo de 2017     |
| Rionegro Águilas       | Néstor Otero        | 18 de abril de 2017     | Óscar Pérez        | 4 de mayo de 2017       |
| Once Caldas            | Hernán Lisi         | 24 de abril de 2017     | Herney Duque       | 25 de abril de 2017     |
| Atlético Huila         | Jorge Vivaldo       | 22 de mayo de 2017      | Jorge Bermúdez     | 22 de mayo de 2017      |

### Localización
| Antioquia       | 4 | Atlético Nacional, Envigado F. C., Independiente Medellín y Rionegro Águilas | Junior Jaguares Bucaramanga Alianza Envigado R. Águilas Caldas Huila · Tolima Cortuluá Cali América Pasto Patriotas Bogotá Equipos de Bogotá: · La Equidad · Millonarios · Santa Fe · Tigres F. C. Medellín Equipos de Medellín: · Atlético Nacional · Independiente Medellín |
| Bogotá, D. C.   | 4 | La Equidad, Millonarios, Santa Fe y Tigres F. C.                             | Junior Jaguares Bucaramanga Alianza Envigado R. Águilas Caldas Huila · Tolima Cortuluá Cali América Pasto Patriotas Bogotá Equipos de Bogotá: · La Equidad · Millonarios · Santa Fe · Tigres F. C. Medellín Equipos de Medellín: · Atlético Nacional · Independiente Medellín |
| Valle del Cauca | 3 | América de Cali, Cortuluá y Deportivo Cali                                   | Junior Jaguares Bucaramanga Alianza Envigado R. Águilas Caldas Huila · Tolima Cortuluá Cali América Pasto Patriotas Bogotá Equipos de Bogotá: · La Equidad · Millonarios · Santa Fe · Tigres F. C. Medellín Equipos de Medellín: · Atlético Nacional · Independiente Medellín |
| Santander       | 2 | Alianza Petrolera y Atlético Bucaramanga                                     | Junior Jaguares Bucaramanga Alianza Envigado R. Águilas Caldas Huila · Tolima Cortuluá Cali América Pasto Patriotas Bogotá Equipos de Bogotá: · La Equidad · Millonarios · Santa Fe · Tigres F. C. Medellín Equipos de Medellín: · Atlético Nacional · Independiente Medellín |
| Atlántico       | 1 | Junior                                                                       | Junior Jaguares Bucaramanga Alianza Envigado R. Águilas Caldas Huila · Tolima Cortuluá Cali América Pasto Patriotas Bogotá Equipos de Bogotá: · La Equidad · Millonarios · Santa Fe · Tigres F. C. Medellín Equipos de Medellín: · Atlético Nacional · Independiente Medellín |
| Boyacá          | 1 | Patriotas                                                                    | Junior Jaguares Bucaramanga Alianza Envigado R. Águilas Caldas Huila · Tolima Cortuluá Cali América Pasto Patriotas Bogotá Equipos de Bogotá: · La Equidad · Millonarios · Santa Fe · Tigres F. C. Medellín Equipos de Medellín: · Atlético Nacional · Independiente Medellín |
| Caldas          | 1 | Once Caldas                                                                  | Junior Jaguares Bucaramanga Alianza Envigado R. Águilas Caldas Huila · Tolima Cortuluá Cali América Pasto Patriotas Bogotá Equipos de Bogotá: · La Equidad · Millonarios · Santa Fe · Tigres F. C. Medellín Equipos de Medellín: · Atlético Nacional · Independiente Medellín |
| Córdoba         | 1 | Jaguares                                                                     | Junior Jaguares Bucaramanga Alianza Envigado R. Águilas Caldas Huila · Tolima Cortuluá Cali América Pasto Patriotas Bogotá Equipos de Bogotá: · La Equidad · Millonarios · Santa Fe · Tigres F. C. Medellín Equipos de Medellín: · Atlético Nacional · Independiente Medellín |
| Huila           | 1 | Atlético Huila                                                               | Junior Jaguares Bucaramanga Alianza Envigado R. Águilas Caldas Huila · Tolima Cortuluá Cali América Pasto Patriotas Bogotá Equipos de Bogotá: · La Equidad · Millonarios · Santa Fe · Tigres F. C. Medellín Equipos de Medellín: · Atlético Nacional · Independiente Medellín |
| Nariño          | 1 | Deportivo Pasto                                                              | Junior Jaguares Bucaramanga Alianza Envigado R. Águilas Caldas Huila · Tolima Cortuluá Cali América Pasto Patriotas Bogotá Equipos de Bogotá: · La Equidad · Millonarios · Santa Fe · Tigres F. C. Medellín Equipos de Medellín: · Atlético Nacional · Independiente Medellín |
| Tolima          | 1 | Deportes Tolima                                                              | Junior Jaguares Bucaramanga Alianza Envigado R. Águilas Caldas Huila · Tolima Cortuluá Cali América Pasto Patriotas Bogotá Equipos de Bogotá: · La Equidad · Millonarios · Santa Fe · Tigres F. C. Medellín Equipos de Medellín: · Atlético Nacional · Independiente Medellín |

## Todos contra todos

### Clasificación
| Pos. | Equipos                | PJ | PG | PE | PP | GF | GC | Dif. | Pts. |
| ---- | ---------------------- | -- | -- | -- | -- | -- | -- | ---- | ---- |
| 1.   | Atlético Nacional      | 20 | 15 | 4  | 1  | 33 | 9  | 24   | 49   |
| 2.   | Independiente Medellín | 20 | 13 | 3  | 4  | 35 | 23 | 12   | 42   |
| 3.   | Deportivo Pasto        | 20 | 10 | 5  | 5  | 31 | 20 | 11   | 35   |
| 4.   | Millonarios            | 20 | 10 | 3  | 7  | 29 | 17 | 12   | 33   |
| 5.   | Jaguares               | 20 | 8  | 7  | 5  | 18 | 16 | 2    | 31   |
| 6.   | Deportivo Cali         | 20 | 7  | 9  | 4  | 27 | 20 | 7    | 30   |
| 7.   | América de Cali        | 20 | 8  | 5  | 7  | 26 | 21 | 5    | 29   |
| 8.   | Atlético Bucaramanga   | 20 | 8  | 5  | 7  | 16 | 17 | -1   | 29   |
| 9.   | Independiente Santa Fe | 20 | 7  | 7  | 6  | 16 | 20 | -4   | 28   |
| 10.  | Alianza Petrolera      | 20 | 7  | 6  | 7  | 24 | 24 | 0    | 27   |
| 11.  | Patriotas              | 20 | 5  | 9  | 6  | 17 | 18 | -1   | 24   |
| 12.  | Junior                 | 20 | 6  | 5  | 9  | 25 | 26 | -1   | 23   |
| 13.  | La Equidad             | 20 | 5  | 8  | 7  | 15 | 18 | -3   | 23   |
| 14.  | Rionegro Águilas       | 20 | 4  | 9  | 7  | 14 | 21 | -7   | 21   |
| 15.  | Atlético Huila         | 20 | 6  | 3  | 11 | 16 | 25 | -9   | 21   |
| 16.  | Once Caldas            | 20 | 5  | 6  | 9  | 18 | 29 | -11  | 21   |
| 17.  | Deportes Tolima        | 20 | 5  | 5  | 10 | 24 | 28 | -4   | 20   |
| 18.  | Tigres F. C.           | 20 | 4  | 7  | 9  | 11 | 23 | -12  | 19   |
| 19.  | Envigado F. C.         | 20 | 4  | 6  | 10 | 18 | 26 | -8   | 18   |
| 20.  | Cortuluá               | 20 | 4  | 6  | 10 | 19 | 31 | -12  | 18   |

Fuente: Web oficial de Dimayor
|  |                                  |
|  | Clasificados a cuartos de final. |
|  | Eliminados.                      |

#### Evolución de la clasificación
| Equipo                 | Jornada | Jornada | Jornada | Jornada | Jornada | Jornada | Jornada | Jornada | Jornada | Jornada | Jornada | Jornada | Jornada | Jornada | Jornada | Jornada | Jornada | Jornada | Jornada | Jornada |
| Equipo                 | 1       | 2       | 3       | 4       | 5       | 6       | 7       | 8       | 9       | 10      | 11      | 12      | 13      | 14      | 15      | 16      | 17      | 18      | 19      | 20      |
| ---------------------- | ------- | ------- | ------- | ------- | ------- | ------- | ------- | ------- | ------- | ------- | ------- | ------- | ------- | ------- | ------- | ------- | ------- | ------- | ------- | ------- |
| Atlético Nacional      | 13      | 8       | 4       | 6       | 7       | 5       | 3       | 3       | 2       | 2       | 1       | 1       | 1       | 1       | 1       | 1       | 1       | 1       | 1       | 1       |
| Independiente Medellín | 5       | 1       | 5       | 2       | 4       | 1       | 1       | 1       | 1       | 1       | 2       | 2       | 2       | 2       | 2       | 2       | 2       | 2       | 2       | 2       |
| Deportivo Pasto        | 1       | 2       | 1       | 3       | 1       | 3       | 4       | 2       | 3       | 4       | 7       | 3       | 3       | 5       | 5       | 5       | 3       | 3       | 3       | 3       |
| Millonarios            | 15      | 18      | 11      | 10      | 6       | 9       | 1       | 8       | 5       | 3       | 4       | 7       | 11      | 8       | 6       | 8       | 7       | 4       | 4       | 4       |
| Jaguares               | 4       | 7       | 10      | 13      | 10      | 10      | 12      | 10      | 11      | 7       | 3       | 5       | 4       | 6       | 7       | 7       | 9       | 7       | 7       | 5       |
| Deportivo Cali         | 19      | 6       | 3       | 1       | 2       | 6       | 9       | 9       | 10      | 5       | 8       | 4       | 5       | 4       | 4       | 4       | 5       | 6       | 5       | 6       |
| América de Cali        | 12      | 13      | 7       | 5       | 8       | 8       | 6       | 6       | 9       | 11      | 10      | 12      | 7       | 3       | 3       | 3       | 4       | 5       | 6       | 7       |
| Atlético Bucaramanga   | 3       | 10      | 16      | 14      | 12      | 11      | 10      | 14      | 14      | 12      | 13      | 10      | 12      | 12      | 12      | 10      | 10      | 10      | 10      | 8       |
| Santa Fe               | 14      | 17      | 12      | 9       | 9       | 7       | 5       | 5       | 6       | 10      | 9       | 11      | 6       | 9       | 8       | 6       | 6       | 8       | 8       | 9       |
| Alianza Petrolera      | 16      | 14      | 8       | 7       | 3       | 2       | 2       | 4       | 4       | 8       | 5       | 6       | 9       | 7       | 9       | 9       | 8       | 9       | 9       | 10      |
| Patriotas              | 7       | 3       | 6       | 4       | 5       | 4       | 7       | 7       | 7       | 6       | 12      | 8       | 8       | 10      | 10      | 11      | 11      | 11      | 12      | 11      |
| Junior                 | 18      | 19      | 20      | 20      | 20      | 20      | 20      | 20      | 20      | 18      | 15      | 20      | 17      | 18      | 17      | 18      | 16      | 18      | 14      | 12      |
| La Equidad             | 6       | 4       | 2       | 8       | 11      | 13      | 13      | 11      | 8       | 9       | 6       | 9       | 10      | 11      | 11      | 12      | 12      | 12      | 11      | 13      |
| Rionegro Águilas       | 10      | 12      | 17      | 17      | 15      | 17      | 17      | 19      | 18      | 19      | 19      | 18      | 19      | 17      | 15      | 16      | 17      | 13      | 13      | 14      |
| Atlético Huila         | 8       | 16      | 15      | 16      | 17      | 18      | 18      | 18      | 19      | 20      | 18      | 16      | 14      | 15      | 16      | 14      | 15      | 17      | 19      | 15      |
| Once Caldas            | 11      | 15      | 18      | 18      | 18      | 15      | 16      | 13      | 13      | 16      | 14      | 14      | 16      | 16      | 19      | 17      | 18      | 14      | 15      | 16      |
| Deportes Tolima        | 17      | 11      | 14      | 12      | 16      | 12      | 11      | 15      | 15      | 13      | 11      | 13      | 13      | 14      | 13      | 13      | 13      | 15      | 16      | 17      |
| Tigres F. C.           | 9       | 5       | 9       | 15      | 14      | 16      | 15      | 12      | 12      | 15      | 17      | 15      | 15      | 13      | 14      | 15      | 14      | 16      | 17      | 18      |
| Envigado F. C.         | 2       | 9       | 13      | 11      | 13      | 14      | 14      | 16      | 16      | 14      | 16      | 17      | 18      | 19      | 20      | 20      | 20      | 19      | 18      | 19      |
| Cortuluá               | 20      | 20      | 19      | 19      | 19      | 19      | 19      | 17      | 17      | 17      | 20      | 19      | 20      | 20      | 18      | 19      | 19      | 20      | 20      | 20      |

### Resultados
- La hora de cada encuentro corresponde al huso horario que rige a Colombia (UTC-5)

Nota: Los horarios y partidos de televisión se definen la semana previa a cada jornada. Los canales Win Sports, RCN Televisión y RCN HD2, son los medios de difusión por televisión autorizado por la Dimayor para la transmisión por cable de todos los partidos de cada jornada.
| Cortuluá          | 0 : 4 | Deportivo Pasto        | Olímpico Pascual Guerrero | 3 de febrero | 19:45 | Win Sports |
| Jaguares          | 1 : 0 | Deportes Tolima        | Jaraguay                  | 4 de febrero | 15:15 | Win Sports |
| América de Cali   | 0 : 0 | Rionegro Águilas       | Olímpico Pascual Guerrero | 4 de febrero | 17:00 | RCN        |
| Alianza Petrolera | 1 : 2 | Atlético Bucaramanga   | Daniel Villa Zapata       | 4 de febrero | 17:30 | Win Sports |
| La Equidad        | 1 : 0 | Junior                 | Metropolitano de Techo    | 4 de febrero | 19:45 | Win Sports |
| Envigado F. C.    | 2 : 0 | Deportivo Cali         | Polideportivo Sur         | 5 de febrero | 15:00 | RCN        |
| Atlético Huila    | 1 : 1 | Patriotas              | Guillermo Plazas Alcid    | 5 de febrero | 15:15 | Win Sports |
| Once Caldas       | 0 : 0 | Tigres                 | Palogrande                | 5 de febrero | 17:30 | Win Sports |
| Millonarios       | 1 : 2 | Independiente Medellín | Nemesio Camacho El Campín | 5 de febrero | 19:30 | Win Sports |
| Atlético Nacional | 3 : 1 | Santa Fe               | Atanasio Girardot         | 29 de marzo  | 18:00 | Win Sports |

| Rionegro Águilas       | 0 : 0 | Alianza Petrolera | Alberto Grisales               | 7 de febrero | 18:00 | Win Sports |
| Deportes Tolima        | 2 : 1 | América de Cali   | Manuel Murillo Toro            | 7 de febrero | 20:00 | Win Sports |
| Tigres                 | 1 : 0 | Cortuluá          | Metropolitano de Techo         | 8 de febrero | 16:00 | Win Sports |
| Deportivo Cali         | 4 : 0 | Atlético Huila    | Olímpico Pascual Guerrero      | 8 de febrero | 18:00 | Win Sports |
| Independiente Medellín | 2 : 1 | Envigado F. C.    | Atanasio Girardot              | 8 de febrero | 20:00 | Win Sports |
| Patriotas              | 2 : 0 | Once Caldas       | La Independencia               | 9 de febrero | 18:00 | Win Sports |
| Deportivo Pasto        | 1 : 1 | La Equidad        | Departamental Libertad         | 9 de febrero | 18:00 | Win Sports |
| Atlético Bucaramanga   | 0 : 1 | Atlético Nacional | Álvaro Gómez Hurtado           | 9 de febrero | 20:00 | Win Sports |
| Santa Fe               | 2 : 1 | Millonarios       | Nemesio Camacho El Campín      | 25 de marzo  | 17:00 | RCN        |
| Junior                 | 1 : 2 | Jaguares          | Metropolitano Roberto Meléndez | 25 de marzo  | 19:45 | Win Sports |

| Atlético Huila    | 2 : 1 | Independiente Medellín | Guillermo Plazas Alcid    | 11 de febrero | 15:15 | Win Sports |
| Alianza Petrolera | 2 : 1 | Deportes Tolima        | Daniel Villa Zapata       | 11 de febrero | 17:30 | Win Sports |
| Envigado F. C.    | 0 : 1 | Santa Fe               | Polideportivo Sur         | 11 de febrero | 19:45 | Win Sports |
| América de Cali   | 3 : 1 | Junior                 | Olímpico Pascual Guerrero | 11 de febrero | 20:00 | RCN        |
| Once Caldas       | 0 : 2 | Deportivo Cali         | Palogrande                | 12 de febrero | 15:00 | RCN        |
| Jaguares          | 0 : 2 | La Equidad             | Jaraguay                  | 12 de febrero | 15:15 | Win Sports |
| Millonarios       | 3 : 0 | Atlético Bucaramanga   | Nemesio Camacho El Campín | 12 de febrero | 17:30 | Win Sports |
| Atlético Nacional | 3 : 0 | Rionegro Águilas       | Atanasio Girardot         | 12 de febrero | 19:30 | Win Sports |
| Cortuluá          | 0 : 0 | Patriotas              | Olímpico Pascual Guerrero | 13 de febrero | 19:45 | Win Sports |
| Tigres            | 0 : 1 | Deportivo Pasto        | Metropolitano de Techo    | 14 de febrero | 16:00 | Win Sports |

| Deportivo Pasto        | 0 : 0 | Jaguares          | Departamental Libertad    | 17 de febrero | 19:45 | Win Sports |
| Patriotas              | 3 : 0 | Tigres            | La Independencia          | 18 de febrero | 14:00 | Win Sports |
| Deportivo Cali         | 2 : 0 | Cortuluá          | Olímpico Pascual Guerrero | 18 de febrero | 16:00 | Win Sports |
| Santa Fe               | 1 : 0 | Atlético Huila    | Nemesio Camacho El Campín | 18 de febrero | 18:00 | Win Sports |
| Deportes Tolima        | 0 : 0 | Atlético Nacional | Manuel Murillo Toro       | 18 de febrero | 20:00 | Win Sports |
| Independiente Medellín | 1 : 0 | Once Caldas       | Atanasio Girardot         | 18 de febrero | 20:00 | RCN        |
| Rionegro Águilas       | 0 : 0 | Millonarios       | Alberto Grisales          | 19 de febrero | 15:00 | RCN        |
| La Equidad             | 0 : 3 | América de Cali   | Nemesio Camacho El Campín | 19 de febrero | 15:15 | Win Sports |
| Junior                 | 1 : 2 | Alianza Petrolera | Olímpico Jaime Morón León | 19 de febrero | 17:30 | Win Sports |
| Atlético Bucaramanga   | 1 : 1 | Envigado F. C.    | Álvaro Gómez Hurtado      | 19 de febrero | 19:30 | Win Sports |

| Tigres            | 0 : 0 | Deportivo Cali         | Metropolitano de Techo    | 21 de febrero | 16:00 | Win Sports |
| Deportivo Pasto   | 5 : 0 | Patriotas              | Departamental Libertad    | 21 de febrero | 18:00 | Win Sports |
| Cortuluá          | 2 : 2 | Independiente Medellín | Olímpico Pascual Guerrero | 21 de febrero | 20:00 | Win Sports |
| Atlético Huila    | 0 : 1 | Atlético Bucaramanga   | Guillermo Plazas Alcid    | 22 de febrero | 15:15 | Win Sports |
| Alianza Petrolera | 2 : 0 | La Equidad             | Daniel Villa Zapata       | 22 de febrero | 18:00 | Win Sports |
| Millonarios       | 3 : 0 | Deportes Tolima        | Nemesio Camacho El Campín | 22 de febrero | 20:00 | Win Sports |
| Envigado F. C.    | 1 : 1 | Rionegro Águilas       | Polideportivo Sur         | 23 de febrero | 16:00 | Win Sports |
| Once Caldas       | 0 : 0 | Santa Fe               | Palogrande                | 23 de febrero | 18:00 | Win Sports |
| América de Cali   | 0 : 2 | Jaguares               | Olímpico Pascual Guerrero | 23 de febrero | 20:00 | Win Sports |
| Atlético Nacional | 2 : 1 | Junior                 | Atanasio Girardot         | 26 de abril   | 20:00 | Win Sports |

| Patriotas              | 3 : 2 | Deportivo Cali    | La Independencia               | 25 de febrero | 15:15 | Win Sports |
| La Equidad             | 0 : 2 | Atlético Nacional | Nemesio Camacho El Campín      | 25 de febrero | 19:45 | Win Sports |
| Santa Fe               | 2 : 0 | Cortuluá          | Nemesio Camacho El Campín      | 26 de febrero | 13:15 | Win Sports |
| Jaguares               | 0 : 2 | Alianza Petrolera | Jaraguay                       | 26 de febrero | 15:15 | Win Sports |
| Independiente Medellín | 3 : 0 | Tigres            | Atanasio Girardot              | 26 de febrero | 15:15 | RCN        |
| América de Cali        | 1 : 0 | Deportivo Pasto   | Olímpico Pascual Guerrero      | 26 de febrero | 17:30 | RCN        |
| Deportes Tolima        | 2 : 1 | Envigado F. C.    | Manuel Murillo Toro            | 26 de febrero | 17:30 | Win Sports |
| Atlético Bucaramanga   | 1 : 2 | Once Caldas       | Álvaro Gómez Hurtado           | 26 de febrero | 19:30 | Win Sports |
| Junior                 | 1 : 1 | Millonarios       | Metropolitano Roberto Meléndez | 29 de marzo   | 20:00 | Win Sports |
| Rionegro Águilas       | 1 : 0 | Atlético Huila    | Alberto Grisales               | 5 de abril    | 20:00 | Win Sports |

| Millonarios       | 1 : 0 | La Equidad             | Nemesio Camacho El Campín | 1 de marzo  | 11:00 | Win Sports |
| Patriotas         | 0 : 1 | Independiente Medellín | La Independencia          | 1 de marzo  | 16:00 | Win Sports |
| Tigres            | 1 : 1 | Santa Fe               | Metropolitano de Techo    | 1 de marzo  | 18:00 | Win Sports |
| Cortuluá          | 0 : 0 | Atlético Bucaramanga   | Olímpico Pascual Guerrero | 1 de marzo  | 18:00 | Win Sports |
| Alianza Petrolera | 3 : 3 | América de Cali        | Daniel Villa Zapata       | 1 de marzo  | 20:00 | Win Sports |
| Envigado F. C.    | 0 : 0 | Junior                 | Polideportivo Sur         | 2 de marzo  | 18:00 | Win Sports |
| Atlético Nacional | 2 : 0 | Jaguares               | Atanasio Girardot         | 2 de marzo  | 20:00 | Win Sports |
| Atlético Huila    | 1 : 0 | Deportes Tolima        | Guillermo Plazas Alcid    | 25 de marzo | 15:15 | Win Sports |
| Deportivo Cali    | 0 : 0 | Deportivo Pasto        | Deportivo Cali            | 26 de marzo | 17:00 | Win Sports |
| Once Caldas       | 1 : 0 | Rionegro Águilas       | Palogrande                | 26 de marzo | 19:00 | Win Sports |

| Deportivo Pasto        | 1 : 0 | Alianza Petrolera | Departamental Libertad    | 4 de marzo | 15:00 | Win Sports |
| Atlético Bucaramanga   | 0 : 1 | Tigres            | Álvaro Gómez Hurtado      | 4 de marzo | 17:00 | Win Sports |
| Santa Fe               | 0 : 0 | Patriotas         | Nemesio Camacho El Campín | 4 de marzo | 17:00 | RCN        |
| Independiente Medellín | 3 : 1 | Deportivo Cali    | Atanasio Girardot         | 4 de marzo | 19:00 | Win Sports |
| La Equidad             | 1 : 0 | Envigado F. C.    | Metropolitano de Techo    | 5 de marzo | 13:00 | Win Sports |
| Jaguares               | 1 : 0 | Millonarios       | Jaraguay                  | 5 de marzo | 15:15 | Win Sports |
| América de Cali        | 0 : 0 | Atlético Nacional | Olímpico Pascual Guerrero | 5 de marzo | 17:00 | RCN        |
| Deportes Tolima        | 2 : 3 | Once Caldas       | Manuel Murillo Toro       | 5 de marzo | 17:30 | Win Sports |
| Junior                 | 3 : 3 | Atlético Huila    | Olímpico Jaime Morón León | 5 de marzo | 19:30 | Win Sports |
| Rionegro Águilas       | 0 : 1 | Cortuluá          | Alberto Grisales          | 6 de marzo | 20:00 | Win Sports |

| Independiente Medellín | 4 : 1 | Deportivo Pasto      | Atanasio Girardot         | 9 de marzo  | 20:00 | Win Sports |
| Atlético Huila         | 0 : 2 | La Equidad           | Guillermo Plazas Alcid    | 11 de marzo | 15:00 | Win Sports |
| Cortuluá               | 2 : 2 | Deportes Tolima      | Francisco Rivera Escobar  | 11 de marzo | 17:00 | Win Sports |
| Alianza Petrolera      | 1 : 5 | Atlético Nacional    | Daniel Villa Zapata       | 11 de marzo | 17:00 | RCN        |
| Millonarios            | 3 : 0 | América de Cali      | Nemesio Camacho El Campín | 11 de marzo | 19:00 | Win Sports |
| Tigres                 | 0 : 0 | Rionegro Águilas     | Metropolitano de Techo    | 12 de marzo | 15:30 | Win Sports |
| Once Caldas            | 3 : 3 | Junior               | Palogrande                | 12 de marzo | 17:00 | RCN        |
| Patriotas              | 0 : 0 | Atlético Bucaramanga | La Independencia          | 12 de marzo | 17:30 | Win Sports |
| Deportivo Cali         | 0 : 0 | Santa Fe             | Deportivo Cali            | 12 de marzo | 19:30 | Win Sports |
| Envigado F. C.         | 1 : 1 | Jaguares             | Polideportivo Sur         | 13 de marzo | 18:00 | Win Sports |

| Deportivo Pasto      | 2 : 2 | Cortuluá               | Departamental Libertad         | 18 de marzo | 15:15 | Win Sports |
| Junior               | 3 : 0 | Once Caldas            | Metropolitano Roberto Meléndez | 18 de marzo | 17:00 | RCN        |
| Atlético Bucaramanga | 2 : 0 | Alianza Petrolera      | Álvaro Gómez Hurtado           | 18 de marzo | 17:30 | Win Sports |
| Atlético Nacional    | 3 : 1 | Independiente Medellín | Atanasio Girardot              | 18 de marzo | 19:30 | Win Sports |
| Jaguares             | 2 : 1 | Tigres                 | Jaraguay                       | 19 de marzo | 15:15 | Win Sports |
| Deportivo Cali       | 2 : 1 | América de Cali.       | Deportivo Cali                 | 19 de marzo | 17:00 | RCN        |
| Deportes Tolima      | 2 : 0 | Atlético Huila         | Manuel Murillo Toro            | 19 de marzo | 17:30 | Win Sports |
| Millonarios          | 3 : 0 | Santa Fe               | Nemesio Camacho El Campín      | 19 de marzo | 19:30 | Win Sports |
| La Equidad           | 0 : 0 | Patriotas              | Metropolitano de Techo         | 20 de marzo | 17:30 | Win Sports |
| Rionegro Águilas     | 1 : 2 | Envigado F. C.         | Alberto Grisales               | 20 de marzo | 19:30 | Win Sports |

| Atlético Nacional    | 2 : 1 | Deportivo Pasto        | Atanasio Girardot              | 31 de marzo | 20:15  | Win Sports |
| Rionegro Águilas     | 2 : 1 | Patriotas              | Alberto Grisales               | 1 de abril  | 134:00 | Win Sports |
| Deportes Tolima      | 3 : 0 | Tigres                 | Manuel Murillo Toro            | 1 de abril  | 15:00  | Win Sports |
| América de Cali      | 2 : 0 | Envigado F. C.         | Olímpico Pascual Guerrero      | 1 de abril  | 17:00  | RCN        |
| La Equidad           | 2 : 0 | Once Caldas            | Metropolitano de Techo         | 1 de abril  | 17:00  | Win Sports |
| Junior               | 2 : 1 | Cortuluá               | Metropolitano Roberto Meléndez | 1 de abril  | 19:00  | Win Sports |
| Jaguares             | 0 : 0 | Atlético Huila         | Jaraguay                       | 2 de abril  | 15:15  | Win Sports |
| Santa Fe             | 0 : 1 | Independiente Medellín | Nemesio Camacho El Campín      | 2 de abril  | 17:00  | RCN        |
| Atlético Bucaramanga | 1 : 1 | Deportivo Cali         | Álvaro Gómez Hurtado           | 2 de abril  | 17:30  | Win Sports |
| Alianza Petrolera    | 2 : 0 | Millonarios            | Daniel Villa Zapata            | 2 de abril  | 19:30  | Win Sports |

| Once Caldas            | 0 : 0 | Jaguares             | Palogrande                | 7 de abril | 18:00 | Win Sports |
| Millonarios            | 0 : 1 | Atlético Nacional    | Nemesio Camacho El Campín | 7 de abril | 20:00 | Win Sports |
| Envigado F. C.         | 0 : 0 | Alianza Petrolera    | Polideportivo Sur         | 8 de abril | 13:00 | Win Sports |
| Tigres                 | 1 : 0 | Junior               | Metropolitano de Techo    | 8 de abril | 17:00 | Win Sports |
| Deportivo Cali         | 3 : 0 | Rionegro Águilas     | Deportivo Cali            | 8 de abril | 17:00 | RCN        |
| Independiente Medellín | 0 : 1 | Atlético Bucaramanga | Atanasio Girardot         | 8 de abril | 19:00 | Win Sports |
| Atlético Huila         | 2 : 0 | América de Cali      | Guillermo Plazas Alcid    | 9 de abril | 15:15 | RCN        |
| Patriotas              | 2 : 0 | Deportes Tolima      | La Independencia          | 9 de abril | 16:00 | Win Sports |
| Cortuluá               | 2 : 1 | La Equidad           | Olímpico Pascual Guerrero | 9 de abril | 18:00 | Win Sports |
| Deportivo Pasto        | 3 : 1 | Santa Fe             | Departamental Libertad    | 9 de abril | 20:00 | Win Sports |

| Jaguares          | 2 : 1 | Cortuluá               | Jaraguay                       | 15 de abril | 15:00 | Win Sports |
| Deportes Tolima   | 2 : 2 | Deportivo Cali         | Manuel Murillo Toro            | 15 de abril | 17:00 | Win Sports |
| Santa Fe          | 1 : 0 | Atlético Bucaramanga   | Nemesio Camacho El Campín      | 15 de abril | 17:00 | RCN        |
| Deportivo Pasto   | 2 : 1 | Millonarios            | Departamental Libertad         | 15 de abril | 19:00 | Win Sports |
| La Equidad        | 0 : 0 | Tigres                 | Metropolitano de Techo         | 16 de abril | 14:00 | Win Sports |
| Alianza Petrolera | 0 : 1 | Atlético Huila         | Daniel Villa Zapata            | 16 de abril | 16:00 | Win Sports |
| América de Cali   | 4 : 2 | Once Caldas            | Olímpico Pascual Guerrero      | 16 de abril | 17:00 | RCN        |
| Rionegro Águilas  | 0 : 1 | Independiente Medellín | Alberto Grisales               | 16 de abril | 18:00 | Win Sports |
| Atlético Nacional | 2 : 0 | Envigado F. C.         | Atanasio Girardot              | 16 de abril | 20:00 | Win Sports |
| Junior            | 0 : 0 | Patriotas              | Metropolitano Roberto Meléndez | 18 de abril | 19:45 | Win Sports |

| Tigres                 | 2 : 1 | Jaguares          | Metropolitano de Techo    | 21 de abril | 20:00 | Win Sports |
| Patriotas              | 1 : 1 | La Equidad        | La Independencia          | 22 de abril | 13:00 | Win Sports |
| Once Caldas            | 0 : 2 | Alianza Petrolera | Palogrande                | 22 de abril | 15:00 | Win Sports |
| Deportivo Cali         | 3 : 1 | Junior            | Deportivo Cali            | 22 de abril | 17:00 | RCN        |
| Atlético Bucaramanga   | 1 : 0 | Deportivo Pasto   | Álvaro Gómez Hurtado      | 22 de abril | 17:00 | Win Sports |
| Envigado F. C.         | 1 : 2 | Millonarios       | Polideportivo Sur         | 22 de abril | 19:00 | Win Sports |
| Atlético Huila         | 0 : 1 | Atlético Nacional | Guillermo Plazas Alcid    | 23 de abril | 15:15 | Win Sports |
| Cortuluá               | 0 : 1 | América de Cali   | Olímpico Pascual Guerrero | 23 de abril | 17:00 | RCN        |
| Santa Fe               | 2 : 2 | Rionegro Águilas  | Nemesio Camacho El Campín | 23 de abril | 17:30 | Win Sports |
| Independiente Medellín | 3 : 2 | Deportes Tolima   | Atanasio Girardot         | 23 de abril | 19:30 | Win Sports |

| Jaguares          | 1 : 1 | Patriotas              | Jaraguay                       | 29 de abril | 15:00 | Win Sports |
| Envigado F. C.    | 1 : 2 | Deportivo Pasto        | Polideportivo Sur              | 29 de abril | 17:00 | Win Sports |
| Atlético Nacional | 1 : 0 | Once Caldas            | Atanasio Girardot              | 29 de abril | 17:00 | RCN        |
| La Equidad        | 0 : 1 | Deportivo Cali         | Metropolitano de Techo         | 29 de abril | 19:00 | Win Sports |
| Rionegro Águilas  | 1 : 0 | Atlético Bucaramanga   | Alberto Grisales               | 30 de abril | 14:00 | Win Sports |
| Millonarios       | 2 : 0 | Atlético Huila         | Nemesio Camacho El Campín      | 30 de abril | 16:00 | Win Sports |
| América de Cali   | 2 : 0 | Tigres                 | Olímpico Pascual Guerrero      | 30 de abril | 17:00 | RCN        |
| Junior            | 2 : 0 | Independiente Medellín | Metropolitano Roberto Meléndez | 30 de abril | 18:00 | Win Sports |
| Deportes Tolima   | 3 : 1 | Santa Fe               | Manuel Murillo Toro            | 30 de abril | 20:00 | Win Sports |
| Alianza Petrolera | 1 : 2 | Cortuluá               | Daniel Villa Zapata            | 1 de mayo   | 19:30 | Win Sports |

| Deportivo Cali         | 1 : 1 | Jaguares          | Deportivo Cali            | 5 de mayo | 19:45 | Win Sports |
| Atlético Huila         | 2 : 0 | Envigado F. C.    | Guillermo Plazas Alcid    | 6 de mayo | 15:00 | Win Sports |
| Patriotas              | 0 : 0 | América de Cali   | La Independencia          | 6 de mayo | 17:00 | Win Sports |
| Cortuluá               | 0 : 1 | Atlético Nacional | Olímpico Pascual Guerrero | 6 de mayo | 17:00 | RCN        |
| Once Caldas            | 2 : 1 | Millonarios       | Palogrande                | 6 de mayo | 19:00 | Win Sports |
| Deportivo Pasto        | 2 : 2 | Rionegro Águilas  | Departamental Libertad    | 6 de mayo | 20:30 | Win Sports |
| Santa Fe               | 1 : 0 | Junior            | Nemesio Camacho El Campín | 7 de mayo | 17:00 | RCN        |
| Atlético Bucaramanga   | 2 : 1 | Deportes Tolima   | Álvaro Gómez Hurtado      | 7 de mayo | 17:00 | Win Sports |
| Independiente Medellín | 1 : 1 | La Equidad        | Atanasio Girardot         | 7 de mayo | 19:00 | Win Sports |
| Tigres                 | 1 : 1 | Alianza Petrolera | Metropolitano de Techo    | 7 de mayo | 21:00 | Win Sports |

| América de Cali   | 3 : 0 | Deportivo Cali         | Olímpico Pascual Guerrero      | 19 de abril | 19:45 | Win Sports |
| Atlético Huila    | 0 : 1 | Deportivo Pasto        | Guillermo Plazas Alcid         | 9 de mayo   | 15:15 | Win Sports |
| Envigado F. C.    | 0 : 0 | Once Caldas            | Polideportivo Sur              | 9 de mayo   | 19:45 | Win Sports |
| Millonarios       | 2 : 1 | Cortuluá               | Nemesio Camacho El Campín      | 9 de mayo   | 20:00 | RCN        |
| Jaguares          | 0 : 1 | Independiente Medellín | Jaraguay                       | 10 de mayo  | 15:15 | Win Sports |
| La Equidad        | 0 : 0 | Santa Fe               | Metropolitano de Techo         | 10 de mayo  | 17:30 | Win Sports |
| Alianza Petrolera | 1 : 0 | Patriotas              | Daniel Villa Zapata            | 10 de mayo  | 17:30 | Win Sports |
| Junior            | 3 : 1 | Atlético Bucaramanga   | Metropolitano Roberto Meléndez | 10 de mayo  | 19:45 | Win Sports |
| Deportes Tolima   | 1 : 1 | Rionegro Águilas       | Manuel Murillo Toro            | 11 de mayo  | 18:00 | Win Sports |
| Atlético Nacional | 0 : 0 | Tigres                 | Atanasio Girardot              | 11 de mayo  | 20:00 | Win Sports |

| Once Caldas            | 2 : 1 | Atlético Huila    | Palogrande                | 12 de mayo | 20:30 | Win Sports |
| Cortuluá               | 1 : 3 | Envigado F. C.    | Olímpico Pascual Guerrero | 13 de mayo | 15:00 | Win Sports |
| Patriotas              | 0 : 1 | Atlético Nacional | La Independencia          | 13 de mayo | 17:00 | Win Sports |
| Santa Fe               | 0 : 2 | Jaguares          | Nemesio Camacho El Campín | 13 de mayo | 17:00 | RCN        |
| Independiente Medellín | 2 : 2 | América de Cali   | Atanasio Girardot         | 13 de mayo | 20:00 | Win Sports |
| Deportivo Pasto        | 1 : 0 | Deportes Tolima   | Departamental Libertad    | 14 de mayo | 14:00 | Win Sports |
| Rionegro Águilas       | 1 : 0 | Junior            | Alberto Grisales          | 14 de mayo | 16:00 | Win Sports |
| Tigres                 | 1 : 2 | Millonarios       | Metropolitano de Techo    | 14 de mayo | 17:30 | RCN        |
| Atlético Bucaramanga   | 1 : 0 | La Equidad        | Álvaro Gómez Hurtado      | 14 de mayo | 18:00 | Win Sports |
| Deportivo Cali         | 2 : 2 | Alianza Petrolera | Deportivo Cali            | 14 de mayo | 20:00 | Win Sports |

| América de Cali   | 0 : 1 | Santa Fe               | Olímpico Pascual Guerrero      | 27 de abril | 19:45 | Win Sports |
| Atlético Huila    | 2 : 3 | Cortuluá               | Guillermo Plazas Alcid         | 20 de mayo  | 15:00 | Win Sports |
| Once Caldas       | 2 : 3 | Deportivo Pasto        | Palogrande                     | 20 de mayo  | 17:00 | Win Sports |
| Alianza Petrolera | 1 : 2 | Independiente Medellín | Daniel Villa Zapata            | 20 de mayo  | 17:00 | RCN        |
| Millonarios       | 2 : 0 | Patriotas              | Nemesio Camacho El Campín      | 20 de mayo  | 19:00 | Win Sports |
| Jaguares          | 1 : 1 | Atlético Bucaramanga   | Jaraguay                       | 21 de mayo  | 15:00 | Win Sports |
| Atlético Nacional | 0 : 0 | Deportivo Cali         | Atanasio Girardot              | 21 de mayo  | 17:00 | RCN        |
| Envigado F. C.    | 3 : 2 | Tigres                 | Polideportivo Sur              | 21 de mayo  | 17:00 | Win Sports |
| Junior            | 1 : 0 | Deportes Tolima        | Metropolitano Roberto Meléndez | 21 de mayo  | 19:00 | Win Sports |
| La Equidad        | 2 : 2 | Rionegro Águilas       | Metropolitano de Techo         | 22 de mayo  | 17:30 | Win Sports |

| Patriotas              | 3 : 1 | Envigado F. C.    | La Independencia          | 25 de mayo | 19:45 | Win Sports      |
| Deportes Tolima        | 1 : 1 | La Equidad        | Manuel Murillo Toro       | 26 de mayo | 19:45 | Win Sports      |
| Deportivo Cali         | 1 : 1 | Millonarios       | Deportivo Cali            | 27 de mayo | 17:00 | Sin transmisión |
| Atlético Bucaramanga   | 1 : 0 | América de Cali   | Álvaro Gómez Hurtado      | 27 de mayo | 17:00 | Sin transmisión |
| Santa Fe               | 1 : 1 | Alianza Petrolera | Nemesio Camacho El Campín | 27 de mayo | 17:00 | RCN Win Sports  |
| Rionegro Águilas       | 0 : 1 | Jaguares          | Alberto Grisales          | 27 de mayo | 17:00 | Win Sports      |
| Tigres                 | 0 : 1 | Atlético Huila    | Metropolitano de Techo    | 28 de mayo | 15:00 | Win Sports      |
| Deportivo Pasto        | 1 : 2 | Junior            | Departamental Libertad    | 28 de mayo | 17:00 | Win Sports      |
| Independiente Medellín | 4 : 3 | Atlético Nacional | Atanasio Girardot         | 28 de mayo | 19:0  | Win Sports      |
| Cortuluá               | 1 : 1 | Once Caldas       | Olímpico Pascual Guerrero | 29 de mayo | 17:30 | Win Sports      |

## Fase final

### Cuadro final
Para la segunda fase del torneo, los cuartos de final, clasificarán los mejores ocho ubicados en la tabla del Todos contra todos. Estos ocho equipos se dividirán en cuatro llaves: llave A, B, C y D, los ubicados del primer (1°) al cuarto (4°) puesto fueron ubicados respectivamente en dichas llaves, con la ventaja de que el juego de vuelta lo disputarán en condición de local. Los rivales de estos cuatro equipos saldrán de los ubicados del quinto (5°) al octavo (8°) puesto, los cuales sortearán su ubicación en las llaves A, B, C y D. El sorteo que definió el cuadro de eliminación directa se realizó el 28 de mayo.
|  | Cuartos de final         | Cuartos de final         | Cuartos de final         |   |                   | Semifinales      | Semifinales      | Semifinales      |  |  | Final             | Final            | Final            |
|  | 31 de mayo al 4 de junio | 31 de mayo al 4 de junio | 31 de mayo al 4 de junio |   |                   | 7 al 11 de junio | 7 al 11 de junio | 7 al 11 de junio |  |  | 14 y 18 de junio  | 14 y 18 de junio | 14 y 18 de junio |
|  |                          |                          |                          |   |                   |                  |                  |                  |  |  |                   |                  |                  |
|  | Atlético Nacional        | 3                        | 3                        |   |                   |                  |                  |                  |  |  |                   |                  |                  |
|  | Jaguares                 | 1                        | 2                        |   |                   |                  |                  |                  |  |  |                   |                  |                  |
|  | Jaguares                 | 1                        | 2                        |   | Atlético Nacional | 0                | 1                |                  |  |  |                   |                  |                  |
|  |                          |                          |                          |   | Atlético Nacional | 0                | 1                |                  |  |  |                   |                  |                  |
|  |                          | Millonarios              | 0                        | 0 |                   |                  |                  |                  |  |  |                   |                  |                  |
|  | Millonarios              | Millonarios              | 0                        | 0 | 2                 | 2                |                  |                  |  |  |                   |                  |                  |
|  | Millonarios              |                          |                          |   | 2                 | 2                |                  |                  |  |  |                   |                  |                  |
|  | Atlético Bucaramanga     | 2                        | 0                        |   |                   |                  |                  |                  |  |  |                   |                  |                  |
|  |                          |                          |                          |   |                   |                  |                  |                  |  |  | Atlético Nacional | 0                | 5                |
|  |                          |                          | Deportivo Cali           | 2 | 1                 |                  |                  |                  |  |  |                   |                  |                  |
|  | Independiente Medellín   | 1                        | 3                        |   |                   |                  |                  |                  |  |  |                   |                  |                  |
|  | Deportivo Cali           | 4                        | 1                        |   |                   |                  |                  |                  |  |  |                   |                  |                  |
|  | Deportivo Cali           | 4                        | 1                        |   | Deportivo Cali    | 0                | 2                |                  |  |  |                   |                  |                  |
|  |                          |                          |                          |   | Deportivo Cali    | 0                | 2                |                  |  |  |                   |                  |                  |
|  |                          | América de Cali          | 0                        | 0 |                   |                  |                  |                  |  |  |                   |                  |                  |
|  | Deportivo Pasto          | América de Cali          | 0                        | 0 | 0                 | 0                |                  |                  |  |  |                   |                  |                  |
|  | Deportivo Pasto          |                          |                          |   | 0                 | 0                |                  |                  |  |  |                   |                  |                  |
|  | América de Cali          | 0                        | 1                        |   |                   |                  |                  |                  |  |  |                   |                  |                  |

- Nota : El equipo ubicado en la primera línea de cada llave es el que ejerce la localía en el partido de vuelta.
- En adelante, la hora de cada encuentro corresponde a la hora legal de Colombia (UTC-5).

### Cuartos de final
| 31 de mayo de 2017, 15:15 | Jaguares    | 1:3 (0:1) | Atlético Nacional                      | Estadio Jaraguay, Montería                              |                                                         |
|                           | Vanegas 65' | Reporte   | Moreno 28' · Quiñónes 52' · Torres 69' | Asistencia: 8 000 espectadores Árbitro(s): Andrés Rojas | Asistencia: 8 000 espectadores Árbitro(s): Andrés Rojas |

| 3 de junio de 2017, 20:15 | Atlético Nacional                | 3:2 (0:1) | Jaguares                | Estadio Atanasio Girardot, Medellín                         |                                                             |
|                           | Moreno 66' 90+3' · Rodríguez 73' | Reporte   | Vanegas 16' · Steer 62' | Asistencia: 21 131 espectadores Árbitro(s): Gustavo Murillo | Asistencia: 21 131 espectadores Árbitro(s): Gustavo Murillo |

| 31 de mayo de 2017, 20:00 | Atlético Bucaramanga     | 2:2 (0:1) | Millonarios                    | Estadio Álvaro Gómez, Floridablanca                         |                                                             |
|                           | Mejía 67' · Palacios 88' | Reporte   | Riascos 37' · del Valle 90'+1' | Asistencia: 10 000 espectadores Árbitro(s): Carlos Betancur | Asistencia: 10 000 espectadores Árbitro(s): Carlos Betancur |

| 4 de junio de 2017, 17:00 | Millonarios                     | 2:0 (2:0) | Atlético Bucaramanga | Estadio El Campín, Bogotá                                 |                                                           |
|                           | Cadavid 45'+1' · Riascos 45'+4' | Reporte   |                      | Asistencia: 20 981 espectadores Árbitro(s): Nicolás Gallo | Asistencia: 20 981 espectadores Árbitro(s): Nicolás Gallo |

| 1 de junio de 2017, 18:00 | Deportivo Cali                                  | 4:1 (2:0) | Independiente Medellín | Estadio Deportivo Cali, Palmira                           |                                                           |
|                           | Sambueza 21' 51' · Orejuela 35' · Benedetti 53' | Reporte   | Quintero 75'           | Asistencia: 13 000 espectadores Árbitro(s): Mario Herrera | Asistencia: 13 000 espectadores Árbitro(s): Mario Herrera |

| 4 de junio de 2017, 19:30 | Independiente Medellín                       | 3:1 (2:0) | Deportivo Cali | Estadio Atanasio Girardot, Medellín                          |                                                              |
|                           | Quintero 17' · Angulo 45' (a.g.) · Arias 90' | Reporte   | Benedetti 58'  | Asistencia: 21 130 espectadores Árbitro(s): Wilson Lamouroux | Asistencia: 21 130 espectadores Árbitro(s): Wilson Lamouroux |

| 31 de mayo de 2017, 18:00 | América de Cali | 0:0     | Deportivo Pasto | Estadio Pascual Guerrero, Cali |                          |
|                           |                 | Reporte |                 | Árbitro(s): Hervin Otero       | Árbitro(s): Hervin Otero |

| 3 de junio de 2017, 18:30 | Deportivo Pasto | 0:1 (0:0) | América de Cali | Estadio Deptal. Libertad, Pasto                          |                                                          |
|                           |                 | Reporte   | Hernández 71'   | Asistencia: 13 500 espectadores Árbitro(s): Carlos Anaya | Asistencia: 13 500 espectadores Árbitro(s): Carlos Anaya |

### Semifinales
| 7 de junio de 2017, 19:05 | Millonarios | 0:0     | Atlético Nacional | Estadio El Campín, Bogotá                                 |                                                           |
|                           |             | Reporte |                   | Asistencia: 21 750 espectadores Árbitro(s): Mario Herrera | Asistencia: 21 750 espectadores Árbitro(s): Mario Herrera |

| 11 de junio de 2017, 19:15 | Atlético Nacional | 1:0 (0:0) | Millonarios | Estadio Atanasio Girardot, Medellín                      |                                                          |
|                            | Moreno 90+1'      | Reporte   |             | Asistencia: 38 251 espectadores Árbitro(s): Luis Sánchez | Asistencia: 38 251 espectadores Árbitro(s): Luis Sánchez |

| 8 de junio de 2017, 20:00 | América de Cali | 0:0     | Deportivo Cali | Estadio Pascual Guerrero, Cali |                             |
|                           |                 | Reporte |                | Árbitro(s): Gustavo Murillo    | Árbitro(s): Gustavo Murillo |

| 11 de junio de 2017, 17:00 | Deportivo Cali               | 2:0 (0:0) | América de Cali | Estadio Deportivo Cali, Palmira                           |                                                           |
|                            | Benedetti 53' · Orejuela 69' | Reporte   |                 | Asistencia: 20 000 espectadores Árbitro(s): Nicolás Gallo | Asistencia: 20 000 espectadores Árbitro(s): Nicolás Gallo |

### Final
| 14 de junio de 2017, 19:00 | Deportivo Cali       | 2:0 (1:0) | Atlético Nacional | Estadio Deportivo Cali, Palmira                           |                                                           |
|                            | Mera 45' · Duque 64' | Reporte   |                   | Asistencia: 22 000 espectadores Árbitro(s): Mario Herrera | Asistencia: 22 000 espectadores Árbitro(s): Mario Herrera |

| 18 de junio de 2017, 17:00 | Atlético Nacional                                                | 5:1 (3:1) | Deportivo Cali | Estadio Atanasio Girardot, Medellín                      |                                                          |
|                            | Torres 7' · Uribe 15' · Ibargüen 41' · Moreno 74' · Quiñónes 76' | Reporte   | Duque 20'      | Asistencia: 44 189 espectadores Árbitro(s): Andrés Rojas | Asistencia: 44 189 espectadores Árbitro(s): Andrés Rojas |

|                                       |
| Bandera de Colombia                   |
| Campeón Atlético Nacional 16.º título |

## Estadísticas

### Goleadores
| Jugador                 | Equipos                | Goles | PJ | Media |
| ----------------------- | ---------------------- | ----- | -- | ----- |
| Dayro Moreno            | Atlético Nacional      | 14    | 19 | 0.74  |
| Feiver Mercado          | Cortuluá               | 11    | 19 | 0.58  |
| Jefferson Duque         | Deportivo Cali         | 10    | 18 | 0.56  |
| Santiago Tréllez        | Deportivo Pasto        | 9     | 15 | 0.6   |
| Cristian Martínez Borja | América de Cali        | 9     | 18 | 0.5   |
| César Augusto Arias     | Alianza Petrolera      | 9     | 19 | 0.47  |
| Sergio Almirón          | Atlético Huila         | 8     | 13 | 0.62  |
| Juan Fernando Quintero  | Independiente Medellín | 8     | 15 | 0.53  |
| Yamilson Rivera         | Deportivo Pasto        | 8     | 15 | 0.53  |
| Roberto Ovelar          | Junior                 | 7     | 14 | 0.5   |

Fuente: Web oficial de Dimayor

### Asistentes
| Jugador                 | Equipos                | Asistencias |
| ----------------------- | ---------------------- | ----------- |
| Henry Rojas             | Millonarios            | 8           |
| Kevin Londoño           | Jaguares               | 7           |
| Miguel Medina           | Cortuluá               | 7           |
| Juan Fernando Quintero  | Independiente Medellín | 6           |
| Cristian Martínez Borja | América de Cali        | 6           |
| Édison Toloza           | Junior                 | 6           |
| Nicolás Benedetti       | Deportivo Cali         | 5           |
| Kevin Balanta           | Deportivo Cali         | 5           |
| Mauricio Gómez          | Patriotas              | 4           |
| Ángelo Rodríguez        | Deportes Tolima        | 4           |

Fuente: Web oficial de Win Sports (enlace roto disponible en Internet Archive; véase el historial, la primera versión y la última).

### Tripletes
| 8 de febrero  | Fabián Sambueza         | 36' · 42' · 77' | Deportivo Cali  | 4:0 | Atlético Huila |
| 11 de febrero | Cristian Martínez Borja | 36' · 42' · 77' | América de Cali | 3:1 | Junior         |